# Charles Gaudichaud-Beaupré
Charles Gaudichaud-Beaupré (* 4. September 1789 in Angoulême; † 16. Januar 1854 in Paris) war ein französischer Botaniker. Sein offizielles botanisches Autorenkürzel lautet „Gaudich.“

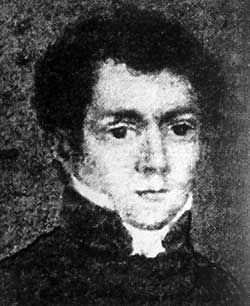
Charles Gaudichaud-Beaupré

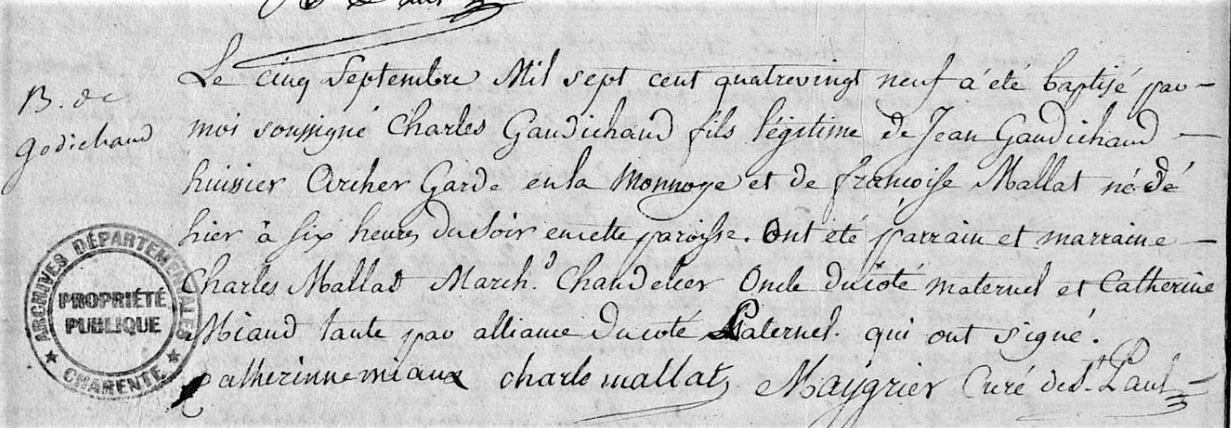
Eintrag der Taufe von Charles Gaudichaud

## Leben
Gaudichaud-Beaupré war als Botaniker auf mehreren ausgedehnten Schiffsreisen nach Übersee. Er begleitete als Botaniker eine Weltreise (1817–1820) von Louis de Freycinet; hierfür hatte ihn Jean René Constant Quoy (1790–1869) ausgewählt. Zu Ehren Admiral Freycinets benannte er später die auf dieser Forschungsreise zuerst gesammelte Gattung Freycinetia. 1830 bis 1832 nahm Gaudichaud-Beaupré an einer Südamerikareise an Bord der L’Herminie unter dem Kapitän Vicomte Henri de Villeneuve-Bargemon teil und bereiste so Brasilien, Chile und Peru. Zumindest Teile der Ausbeute der Reise wurden von Jean Pierre François Camille Montagne 1834 beschrieben. Er nahm auch 1836 bis 1837 an einer Weltreise von Auguste-Nicolas Vaillant (1793–1858) an Bord der La Bonite teil.
1828 wurde er korrespondierendes Mitglied der Académie des sciences und 1837 volles Mitglied. Im Jahr 1829 wurde er zum Mitglied der Leopoldina gewählt. 1834 wurde er als korrespondierendes Mitglied in die Preußische Akademie der Wissenschaften aufgenommen.

## Dedikationsnamen

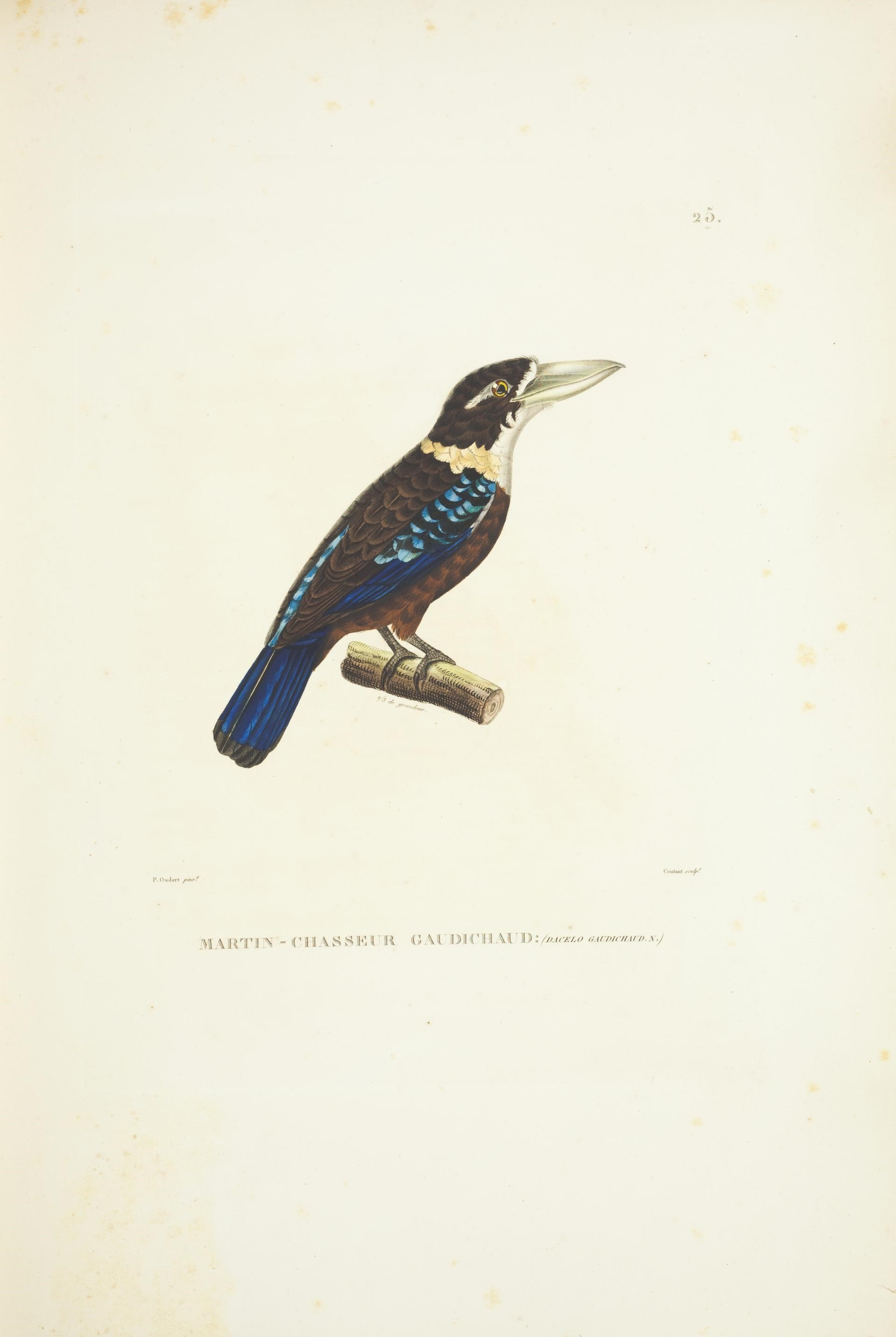
Rotbauchliest illustriert von Paul Louis Oudart
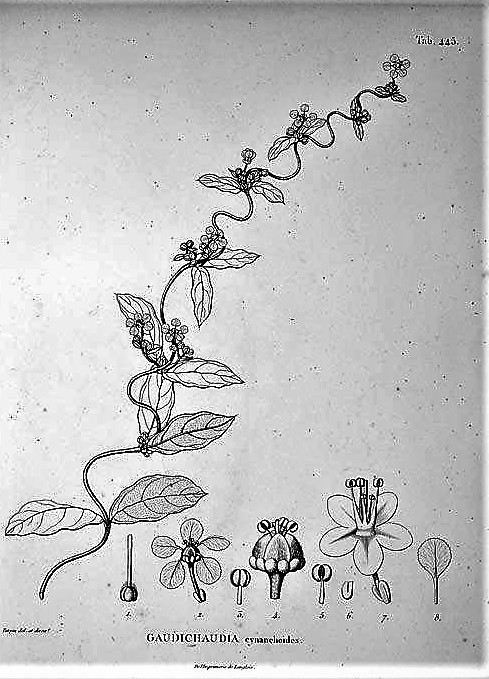
Pflanzengattung Gaudichaudia illustriert von Pierre Jean François Turpin
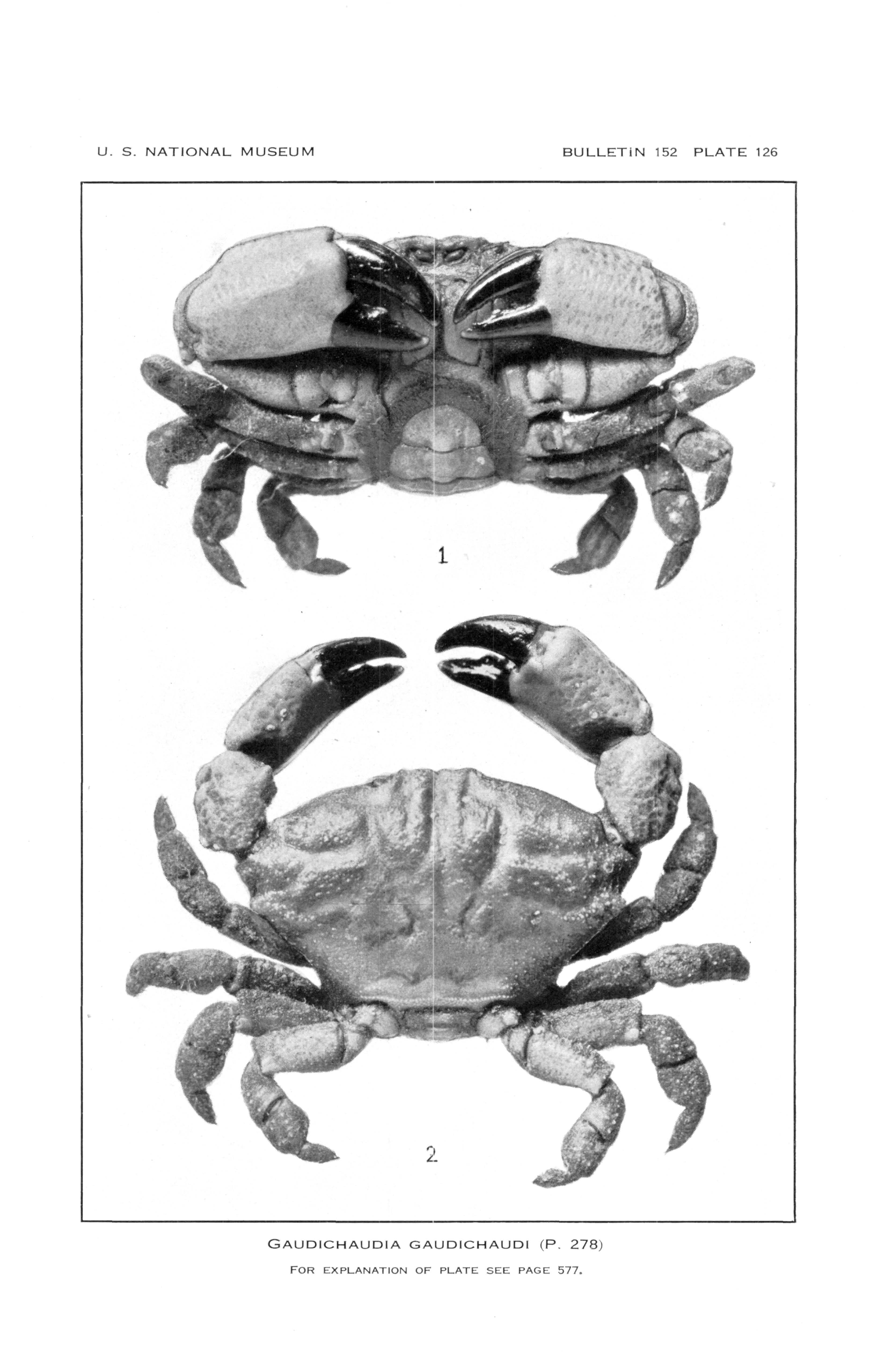
Gaudichaudia gaudichaudii erstbeschrieben von Henri Milne Edwards

Die Pflanzengattung Gaudichaudia Kunth aus der Familie der Malpighiengewächse (Malpighiaceae) ist 1821 nach ihm benannt worden. Die Tafel zur Erstbeschreibung lieferte Pierre Jean François Turpin (1775–1840). Auch der Rotbauchliest (Dacelo gaudichaud Quoy & Gaimard, 1824) wurde nach ihm benannt. Paul Louis Oudart lieferte die Tafel zu Erstbeschreibung. Bei der von Achille Richard 1834 beschriebenen Art Senecio gaudichaudianus handelt es sich um ein Synonym für Senecio pinnatifolius. Das von Augustin François César Prouvençal de Saint-Hilaire beschriebene Basionym Galipea gaudichaudiana wird heute unter Conchocarpus gaudichaudianus geführt. Kunth widmete ihm auch 1837 Scirpus gaudichaudianus, 1841 Restio gaudichaudianus und 1850 Asparagus gaudichaudianus ein Synonym für Asparagus cochinchinensis. Hugh Algernon Weddell ehrte in 1854 in Pipturus gaudichaudianus
Jules Émile Planchon und José Jéronimo Triana benannten 1860 Garcinia gaudichaudii nach ihm. Montagne benannte 1842 mit Lichenes gaudichaudiani eine Flechtenart nach ihm.
Gaudichaudia gaudichaudii wurde von Henri Milne Edwards im Jahr 1834 unter dem Namen Xantho gaudichaudii beschrieben.

## Werke
- Recherches génerales sur l’organographie, la physiologie et l’organogénie des végétaux. In: Mémoires presentés a L’Institut des Sciences, Lettres et Arts, par divers savants èt lus dans ses assemblées : Sciences, Mathématiques et Physiques. Band 8, 1841, S. 1–130 (biodiversitylibrary.org).
- Voyage autour du monde, entrepris par ordre du roi, sous le ministère et conformément aux instructions de S. Exc. M. Le Vicomte du Bouchage, Secrétaire d’état au département de la Marine, exécuté sur les corvettes de S. M. l’Uranie et la Physicienne, pendant les années 1817, 1818, 1819 et 1820; publié sous les Auspices de S. E. M. Le Comte Corbière, Secrétaire d’état de l’intérieur, pour la partie historique de les Science naturelles, et de S. E. M. le Comte Chabrol de Crouzol, Secrétaire d’état de la Marine et des Colonies, pour la partie nautique; par. M. Louis de Freycinet, Capitan de vaisseau, Chevalier de Saint-Louis et Officier de la Légion d’honneur, Membre de L’Académie royal des science de L’Institut de France, &c.; Commandant de L’expédition. Botanique. Pillet aîné, Paris 1826 (biodiversitylibrary.org – 1826–1830).
- Voyage autour du monde, entrepris par ordre du roi, sous le ministère et conformément aux instructions de S. Exc. M. Le Vicomte du Bouchage, Secrétaire d’état au département de la Marine, exécuté sur les corvettes de S. M. l’Uranie et la Physicienne, pendant les années 1817, 1818, 1819 et 1820; publié sous les Auspices de S. E. M. Le Comte Corbière, Secrétaire d’état de l’intérieur, pour la partie historique de les Science naturelles, et de S. E. M. le Comte Chabrol de Crouzol, Secrétaire d’état de la Marine et des Colonies, pour la partie nautique; par. M. Louis de Freycinet, Capitan de vaisseau, Chevalier de Saint-Louis et Officier de la Légion d’honneur, Membre de L’Académie royal des science de L’Institut de France, &c.; Commandant de L’expédition (= Botanique. Atlas). Pillet aîné, Paris 1826 (biodiversitylibrary.org – 1826–1830).
- Voyage autour du Monde exécuté pendant les années 1836 et 1837 sur la Corvette La Bonite commandée Par M. Vaillant Capitaine de Vaisseau publié par Ordre du Gouvernement sous les auspices du département de la marine (= Botanique. Band 1). Arthus-Bertrand, Paris 1851 (biodiversitylibrary.org – 1844–1846).
- Voyage autour du Monde exécuté pendant les années 1836 et 1837 sur la Corvette La Bonite commandée Par M. Vaillant Capitaine de Vaisseau publié par Ordre du Gouvernement sous les auspices du département de la marine (= Botanique. Atlas). Arthus-Bertrand, Paris 1851 (biodiversitylibrary.org – 1844–1849).
- Voyage autour du Monde exécuté pendant les années 1836 et 1837 sur la Corvette La Bonite commandée Par M. Vaillant Capitaine de Vaisseau publié par Ordre du Gouvernement sous les auspices du département de la marine (= Botanique (Introduction). Band 1). Arthus-Bertrand, Paris 1851 (biodiversitylibrary.org).
- Voyage autour du Monde exécuté pendant les années 1836 et 1837 sur la Corvette La Bonite commandée Par M. Vaillant Capitaine de Vaisseau publié par Ordre du Gouvernement sous les auspices du département de la marine (= Botanique (Introduction). Band 2). Arthus-Bertrand, Paris 1851 (biodiversitylibrary.org).